# کوه سراو
سَراو (به کردی سه‌ڕاۆ)، نام یک کوه در شهر بیجار در استان کردستان است، این کوه ۲۲۲۵ متر ارتفاع دارد و در جنوب شهر بیجار است، باغ و محلهٔ مسکونی سَراو در شرق این کوه قرار دارد. پارک سراو چسبییده به قسمت شرقی کوه است.